# ایمکس
ایمکس (به انگلیسی: Emacs) نام دسته‌ای از ویرایشگرهای متن با قابلیت‌های گسترش‌پذیری بالاست. ایمکس نزد برنامه‌نویسان رایانه خصوصاً لینوکس و به‌طور کلی شبه یونیکس کاران از محبوبیت بالایی برخوردار است. در واقع ویرایشگر وی‌آی (vi) و ایمکس دو رقیب اصلی در عرصهٔ ویرایش متن در دنیای شبه یونیکس محسوب می‌شوند و جنگ ویرایشگرها را به وجود آوردند.
نام ایمکس از عبارت انگلیسی Editor MAcroS (به معنی ماکروهای ویرایشگر) برای ویرایشگر تیکو برگرفته شده‌است. این ماکروها نخستین بار توسط ریچارد استالمن و گای استیل در ۱۹۷۶ نوشته شدند. نسخه‌های گوناگونی از ایمکس در طول سالیان به وجود آمده‌اند اما امروز از دو گونهٔ اصلی آن استفاده می‌شود: گنو ایمکس که پرطرفدارترین و ایکس‌ایمکس که در واقع شاخه‌ای جداشده از گنو ایمکس است. ایکس‌ایمکس ۱۹۹۱ میلادی رشد مستقل خود را آغاز کرد. با این حال تا به امروز تا حد بسیار زیادی با گنو ایمکس همخوانی دارد. پروژهٔ گنو ایمکس توسط ریچارد استالمن در سپتامبر ۱۹۸۴ آغاز به کار کرد و نخستین انتشار عمومی آن در تاریخ ۲۰ مارس ۱۹۸۵ (۲۹ اسفند ۱۳۶۳) صورت گرفت. تا سال ۲۰۰۸ وظیفهٔ نگهداری از کد گنو ایمکس به عهدهٔ استالمن بود و پس از آن به Stefan Monnier و Chong Yidong داده شد. زبانی که برای گسترش امکانات ایمکس از آن استفاده می‌شود گویشی خاصی از زبان برنامه‌نویسی لیسْپ به نام ایمکس لیسپ است.
ایمکس یکی از قوی‌ترین ویرایشگرهای متن در حال حاضر است. باید توجه داشت که ایمکس برای ویرایش متن است و نه واژه‌پردازی. از این رو هدف اصلی آن کنترل اندازه یا نوع قلم و امثال آن نیست، بلکه دستکاری در کلمات و بندها (شامل جابجایی و پس‌وپیش کردن و پاک‌کردن و…) و رنگ‌آمیزی متن برای آسان‌سازی ویرایش برنامه‌های رایانه‌ای و امثال آن است. از طریق ایمکس می‌توان برنامه‌های رایانه‌ای را نوشته، اجرا و حتی غلط‌گیری (debug) کرد. اصولاً می‌توان ایمکس را برای کار با هر زبان برنامه‌نویسی دلخواهی بهینه‌سازی و تنظیم کرد؛ و تمام این گسترش‌ها از طریق زبان ایمکس لیسپ است.

## پیوندهای وابسته
- گنو ایمکس
- جنگ ویرایشگرها
- دایرد